# Issa Kaboré
Issa Kaboré (Bobo-Dioulasso, 12 de mayo de 2001) es un futbolista burkinés. Juega de defensa y su equipo es el Manchester City F. C. de la Premier League.

## Trayectoria
Firmó su primer contrato profesional con el K. V. Malinas de Bélgica el 28 de agosto de 2019, proveniente del Rahimo FC de su país.
El 29 de julio de 2020 fue fichado por el Manchester City F. C.; continuó en Malinas hasta el término de la temporada. Después de esta siguió jugando cedido en equipos franceses, el E. S. Troyes A. C. y el Olympique de Marsella. En las campaña posteriores acumuló más préstamos, esta vez en Inglaterra con el Luton Town F. C., en Portugal con el S. L. Benfica y en Alemania con el Werder Bremen.

## Selección nacional
En categorías inferiores disputó la Copa Africana de Naciones Sub-20 2019.
Debutó con la selección de Burkina Faso el 9 de junio de 2019 ante República Democrática del Congo.

### Participaciones en Copa Africana
| Copa                           | Sede            | Resultado        |
| ------------------------------ | --------------- | ---------------- |
| Copa Africana de Naciones 2021 | Camerún         | Cuarto lugar     |
| Copa Africana de Naciones 2023 | Costa de Marfil | Octavos de final |

## Estadísticas

### Clubes
Actualizado al último partido disputado el 15 de marzo de 2025.
| Club | Div.          | Temporada     | Liga  | Liga  | Copas nacionales(1) | Copas nacionales(1) | Copas internacionales(2) | Copas internacionales(2) | Total | Total |
| Club | Div.          | Temporada     | Part. | Goles | Part.               | Goles               | Part.                    | Goles                    | Part. | Goles |
| --- | ------------- | ------------- | ----- | ----- | ------------------- | ------------------- | ------------------------ | ------------------------ | ----- | ----- |
| K. V. Malinas · Bélgica | 1.ª           | 2019-20       | 5     | 0     | 0                   | 0                   | ―                        | ―                        | 7     | 0     |
| K. V. Malinas · Bélgica | 1.ª           | 2020-21       | 27    | 0     | 2                   | 0                   | ―                        | ―                        | 27    | 0     |
| K. V. Malinas · Bélgica | Total club    | Total club    | 32    | 0     | 2                   | 0                   | 0                        | 0                        | 34    | 0     |
| E. S. Troyes A. C. Francia | 1.ª           | 2021-22       | 31    | 0     | 1                   | 0                   | ―                        | ―                        | 32    | 0     |
| E. S. Troyes A. C. Francia | Total club    | Total club    | 31    | 0     | 1                   | 0                   | 0                        | 0                        | 32    | 0     |
| Olympique de Marsella Francia | 1.ª           | 2022-23       | 22    | 1     | 3                   | 0                   | 4                        | 0                        | 29    | 1     |
| Olympique de Marsella Francia | Total club    | Total club    | 22    | 1     | 3                   | 0                   | 4                        | 0                        | 29    | 1     |
| Luton Town F. C. Inglaterra | 1.ª           | 2023-24       | 24    | 0     | 2                   | 0                   | ―                        | ―                        | 26    | 0     |
| Luton Town F. C. Inglaterra | Total club    | Total club    | 24    | 0     | 2                   | 0                   | 0                        | 0                        | 26    | 0     |
| S. L. Benfica Portugal | 1.ª           | 2024-25       | 3     | 0     | 2                   | 0                   | 2                        | 0                        | 7     | 0     |
| S. L. Benfica Portugal | Total club    | Total club    | 3     | 0     | 2                   | 0                   | 2                        | 0                        | 7     | 0     |
| Werder Bremen · Alemania | 1.ª           | 2024-25       | 9     | 0     | 0                   | 0                   | ―                        | ―                        | 9     | 0     |
| Werder Bremen · Alemania | Total club    | Total club    | 9     | 0     | 0                   | 0                   | 0                        | 0                        | 9     | 0     |
| Total carrera | Total carrera | Total carrera | 121   | 1     | 10                  | 0                   | 6                        | 0                        | 137   | 1     |
| (1) Incluye datos de la Copa de Bélgica, la Copa de Francia, la Copa de la Liga de Inglaterra, la Copa de Portugal y la Copa de la Liga de Portugal. (2) Incluye datos de la Liga de Campeones de la UEFA. |               |               |       |       |                     |                     |                          |                          |       |       |